# Delyana Dacheva
Delyana Dacheva, född den 25 februari 1982 i Plovdiv, Bulgarien, är en bulgarisk före detta kanotist.
Hon tog bland annat VM-silver i K-2 500 meter i samband med sprintvärldsmästerskapen i kanotsport 2003 i Gainesville, Georgia.